# Asistent Google
Asistent Google (anglicky Google Assistant) je virtuální asistent, který byl vyvinut společností Google.  
Hlavním programovacím jazykem, který byl použit na vytvoření Asistenta Google, je C++. Dalšími jazyky, které byly při vývoji použity, jsou Python, Java či Node.js.

## Historie
Společnost Google poprvé oznámila uvedení na trh nového virtuálního asistenta v květnu roku 2016 jako součást Google Nest (dříve Google Home) reproduktoru a nové chatovací aplikace Allo a to jako reakci na konkurenční Amazon Echo. 

## Funkce
Google Assistant v současnosti nabízí mnoho funkcí. K zpřístupnění těchto funkcí jsou používány různé fráze, jimiž jsou například: „Hey Google!“ nebo „OK Google“. Tyto fráze jsou tzv. budícími frázemi, kdy asistent zjistí, že mluvíme právě na něj.
Mezi funkce, které virtuální asistent Google nabízí, patří:
- řízení chytré domácnosti (nejen spotřebičů od firmy Google, ale také např. od Amazonu či IKEA)
- domlouvání schůzek a následně jejich zapsání do kalendáře
- hledání informací online (od rezervace místa v restauraci po čtení zpráv)
- nastavení budíku a připomínek
- čtení notifikací z telefonu
- překládání

## Jazyky
Asistent Google na chytrých mobilních telefonech je k dispozici v následujících jazycích (aktualizováno červenec 2020):
- angličtina
- čínština,
- francouzština,
- němčina,
- indonéština,
- italština,
- japonština,
- korejština,
- norština,
- nizozemština,
- polština,
- portugalština (brazilská),
- portugalština (Portugalsko),
- ruština,
- španělština,
- švédština,
- turečtina,
- vietnamština.

Češtinu zatím Asistent Google nepodporuje, přestože na konferenci I/O v květnu roku 2018 bylo oznámeno, že do konce roku 2018 bude podporována i čeština. Podle neoficiálních zdrojů měl být asistent v češtině spuštěn o několik měsíců později, nejspíše na jaře 2019. Při dotazu „Do you speak Czech?“ („Umíš mluvit česky“) Asistent Google odpoví, že se česky stále učí.

## Asistent Google a umělá inteligence
K tomu, aby asistent dokázal plnit již zmíněné funkce, používá Google technologie umělé inteligence (AI), jako je zpracování přirozeného jazyka a strojové učení. Zpracování přirozeného jazyka funguje na principu učení jazykových pravidel na základě zkušenosti a používaných výrazů. Strojové učení slouží k automatickému zapamatování a zlepšování bez potřeby programování. Primárně funguje na třech mechanismech: rozpoznávání pojmenovaných entit, záměr hledání a systému dialogu.
Proces zpracování dat začíná tak, že Asistent Google nejprve převede slova uživatele na text pomocí Skrytého Markovova modelu (HMM). HMM díky matematickým modelům přeloží mluvené slovo do textu. 
Následuje poslech řeči po 10 až 20sekundových úsecích a vyhledávání fonémů, aby slova mohla být porovnána už s přednahranou řečí. 
Po porovnání nastává proces, kdy dochází k rozkouskování slov na části řeči – podstatné jméno, sloveso, atd. a použijí se již nastavená gramatická pravidla na základě algoritmu.